# Fernando Daguerre
Fernando Daguerre (18 de mayo de 1904 - 31 de agosto de 1979) fue un político argentino perteneciente a la Unión Cívica Radical. Ocupó el cargo de comisionado de Brandsen en dos oportunidades y fue electo como intendente en 1963, desempeñándose en el cargo hasta la caída de Illia, en 1966.

## Biografía
Fernando Daguerre nació el 18 de mayo de 1904 en la localidad de Altamirano. A lo largo de su vida trabajo en un campo, propiedad de su familia, dedicándose a la explotación tambera y a la cría de ganado vacuno.
El 7 de diciembre de 1935 contrajo matrimonio con Palmira Bianchi, con quién fue padre de cinco hijos.

### Actividad política
Durante su juventud perteneció a las filas del radicalismo y se desempeñó en diversas funciones públicas en la política brandseña, como Secretario Privado del Intendente y Secretario de Gobierno. Ocupó el cargo de comisionado interino en dos oportunidades y, el 12 de octubre de 1963, asumió como intendente por la Unión Cívica Radical del Pueblo. Luego del golpe de Estado del 28 de junio de 1966 fue depuesto y reemplazado por el teniente coronel Mario Herrero.
Posteriormente, se desempeñó como Juez de Paz del distrito. Falleció en Brandsen el 31 de agosto de 1979.